# Jean-Baptiste Caouette
Pour les articles homonymes, voir Caouette.
Jean-Baptiste Caouette né le 29 juillet 1854 à Saint-Sauveur (Québec) et mort le 2 août 1922 à  Beauport (Quebec)) est un poète et écrivain canadien.

## Biographie
Jean-Baptiste Caouette fait des études au séminaire de Québec. Il exerce la profession d'inspecteur des postes, puis de conservateur des archives judiciaires. Il collabore à divers journaux : Journal de Saint-Roch, Réveil Littéraire, Revue canadienne. En 1906, il édite le Journal de Noël.
L’auteur a 38 ans lorsqu’il  publie Les Voix intimes, recueil de poèmes qu'il a écrit depuis les années 1870. Il comprend quatre parties : poésies diverses, sonnets, romances et chansonnettes, gerbe d’acrostiches. Il écrit ensuite un roman ; dans la préface  P.E. Roy, prêtre,  souligne sa moralité  "la lecture de ce roman ne produira que de bonnes impressions sur l’esprit et le cœur. Il se dégage de l’ensemble du récit une morale douce, pure et fortifiante. La vertu y tient le premier et le beau rôle", propos qui ne font que confirmer ce que l'auteur dit lui -même de son objectif "glorifier la religion, la patrie, la vertu, et être utile et agréable à la jeunesse canadienne-française : tel a été mon unique but en écrivant ce modeste ouvrage, que je dédie à mes jeunes compatriotes."

## Œuvres
Les Voix intimes, recueil de poésies, préface de Benjamin Sulte,  Québec, 1892, Imp. L.J. Demers, , 309 pages. 
Le vieux muet ou un Héros de Châteauguay roman, préface de l'abbé P.E. Roy, Québec, 1901, Imprimerie du Soleil.
Une intrigante sous le règne de Frontenac, nouvelle, Québec,  1921